# Marguerite von Sergy

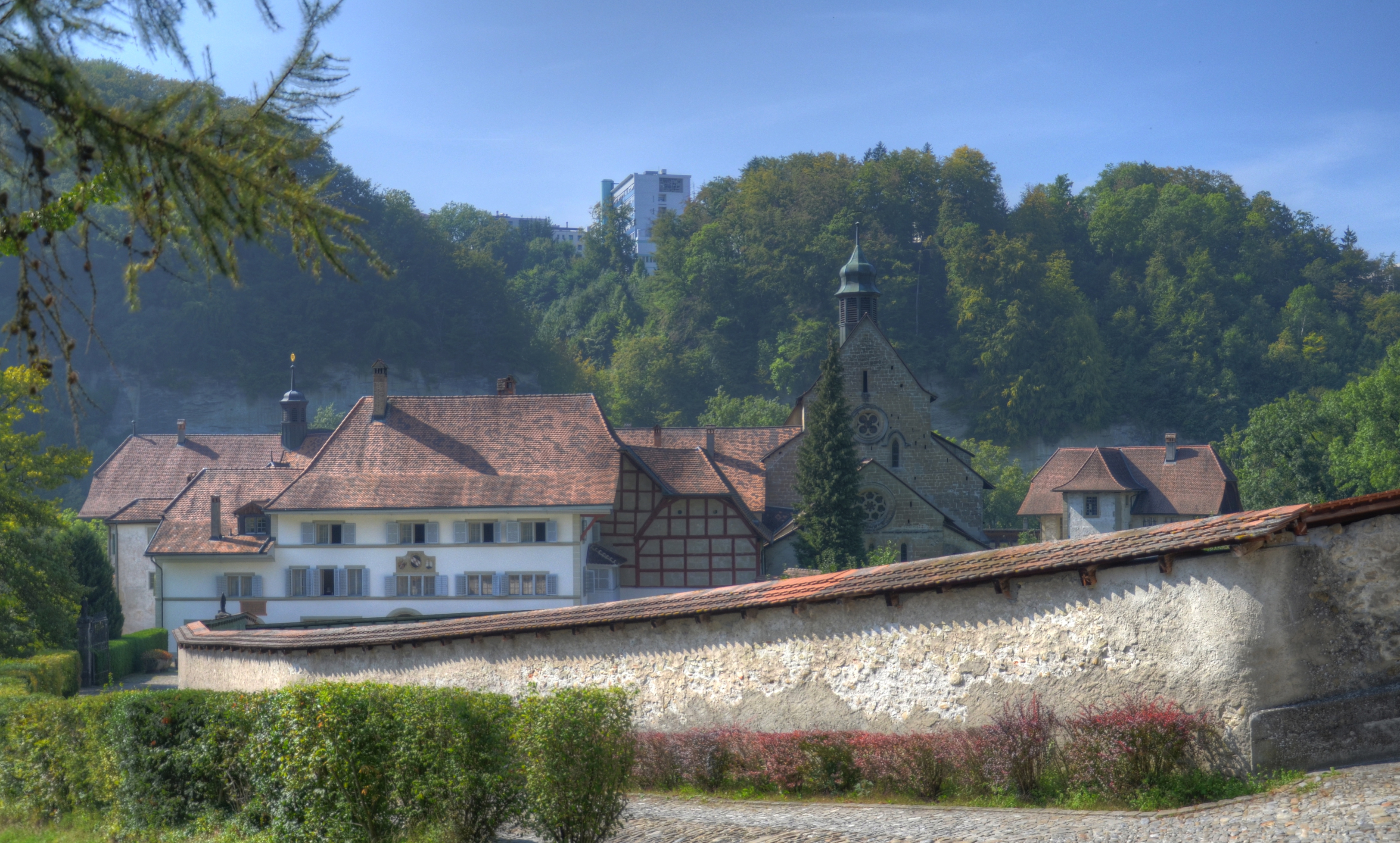
Kloster La Maigrauge, 2011

Marguerite von Sergy (* vor 1470; † nach 1536) war eine Schweizer Äbtissin.
Marguerite von Sergy war die Tochter des Antoine von Sergy, Rektor der Schulen von Freiburg im Üechtland. Ihr Bruder Louis war Notar. Sie war Zisterzienserin und wurde 1489 erstmals als Sakristanin des Klosters Bellevaux bei Lausanne erwähnt. Zwei Jahre später war sie Nonne. Marguerite von Sergy war von 1507 bis 1536 als letzte Äbtissin des Klosters tätig und liess von ihrem Bruder ein erstes Inventar der Urkunden aufzeichnen. In dieser Zeit war sie von 1518 bis 1519 ad interim Vorsteherin des Klosters La Maigrauge in Freiburg, um dort das religiöse Leben und die Verwaltung zu reformieren. Als die Berner 1536 die Waadt eroberten flüchtete sie zuvor das Archiv und die Wertgegenstände des Klosters Bellevaux zu einem Verwandten nach Freiburg.

## Belege
1. ↑  Kathrin Utz Tremp: Marguerite von Sergy. In: Historisches Lexikon der Schweiz.  16. März 2011.
2. ↑  Kathrin Utz Tremp: Marguerite de Sergy. In: Helvetia Sacra. Band III/3. S. 595–596.

| Personendaten    | Personendaten         |
| ---------------- | --------------------- |
| NAME             | Sergy, Marguerite von |
| ALTERNATIVNAMEN  | Sergy, Marguerite de  |
| KURZBESCHREIBUNG | Schweizer Äbtissin    |
| GEBURTSDATUM     | vor 1470              |
| STERBEDATUM      | nach 1536             |